# Pandemia de COVID-19 por país
Este artigo documenta os países afetados e as respostas ao novo coronavírus (SARS-CoV-2), responsável pela pandemia de COVID-19 em todo o mundo e pode não incluir todas as principais respostas e medidas contemporâneas.

## Pandemia por continente

### Casos confirmados
Até 2 de março de 2025, um total de 777 593 567 casos foram confirmados, em 231 países e territórios, Houve 7 089 976 mortes relatadas devido a doença.
| Incidência da pandemia de COVID-19 por país | Incidência da pandemia de COVID-19 por país | Incidência da pandemia de COVID-19 por país | Incidência da pandemia de COVID-19 por país | Incidência da pandemia de COVID-19 por país |
| Localização                                 | Casos                                       | Mortes                                      | Curados                                     | Fontes                                      |
| ------------------------------------------- | ------------------------------------------- | ------------------------------------------- | ------------------------------------------- | ------------------------------------------- |
| Mundo                                       | 777 593 567                                 | 7 089 976                                   | –                                           | [ 10 ]                                      |
| União Europeia                              | 170 368 432                                 | 1 152 142                                   | –                                           | [ 11 ]                                      |
| Estados Unidos                              | 96 772 268                                  | 1 063 310                                   | –                                           | [ 12 ]                                      |
| Índia                                       | 44 616 235                                  | 528 835                                     | –                                           | [ 13 ]                                      |
| França                                      | 39 000 000                                  | 155 689                                     | –                                           | [ 14 ]                                      |
| Brasil                                      | 37 553 337                                  | 702 421                                     | –                                           | [ 15 ]                                      |
| Alemanha                                    | 34 257 916                                  | 150 919                                     | –                                           | [ 16 ] [ 17 ]                               |
| Reino Unido                                 | 7 871 014                                   | 136 910                                     | –                                           | [ 18 ]                                      |
| Rússia                                      | 7 560 767                                   | 209 028                                     | –                                           | [ 19 ]                                      |
| Turquia                                     | 7 182 943                                   | 64 264                                      | –                                           | [ 20 ]                                      |
| Argentina                                   | 5 258 399                                   | 115 225                                     | –                                           | [ 21 ]                                      |
| Irã                                         | 5 611 700                                   | 120 880                                     | –                                           | [ 22 ]                                      |
| Colômbia                                    | 4 957 277                                   | 126 299                                     | –                                           | [ 23 ]                                      |
| Espanha                                     | 4 961 128                                   | 86 463                                      | –                                           | [ 24 ]                                      |
| Itália                                      | 4 675 758                                   | 130 973                                     | –                                           | [ 25 ]                                      |
| Indonésia                                   |                                             |                                             |                                             |                                             |
| México                                      | 3 671 611                                   | 277 978                                     | 3 021 123                                   | [ 26 ]                                      |
| Polônia                                     | 2 909 776                                   | 75 689                                      | 2 663 707                                   | [ 27 ]                                      |
| África do Sul                               | 2 904 307                                   | 87 705                                      | 2 776 990                                   | [ 28 ]                                      |
| Ucrânia                                     | 2 435 413                                   | 56 446                                      | 2 258 455                                   | [ 29 ]                                      |
| Peru                                        | 2 176 321                                   | 199 395                                     | 2 152 700                                   | [ 30 ] [ 31 ]                               |
| Filipinas                                   | 2 549 966                                   | 38 294                                      | 2 373 378                                   | [ 32 ] [ 33 ]                               |
| Países Baixos                               | 2 003 050                                   | 18 170                                      | –                                           | [ 34 ] [ 35 ]                               |
| Iraque                                      | 2 003 303                                   | 22 260                                      | 1 910 908                                   | [ 36 ]                                      |
| Malásia                                     | 2 257 584                                   | 26 456                                      | 2 070 715                                   | [ 37 ]                                      |
| Chéquia                                     | 1 691 489                                   | 30 459                                      | 1 654 206                                   | [ 38 ]                                      |
| Chile                                       | 1 654 264                                   | 37 468                                      | 1 609 512                                   | [ 39 ]                                      |
| Japão                                       | 1 699 636                                   | 17 605                                      | 1 652 318                                   | [ 40 ]                                      |
| Canadá                                      | 1 629 145                                   | 27 921                                      | 1 556 543                                   | [ 41 ]                                      |
| Bangladesh                                  | 1 557 347                                   | 27 555                                      | 1 517 642                                   | [ 42 ] [ 43 ]                               |
| Tailândia                                   | 1 626 604                                   | 16 943                                      | 1 496 273                                   | [ 44 ]                                      |
| Bélgica                                     | 1 244 954                                   | 25 602                                      | –                                           | [ 45 ] [ 46 ]                               |
| Paquistão                                   | 1 246 538                                   | 27 785                                      | 1 170 590                                   | [ 47 ]                                      |
| Suécia                                      | 1 152 027                                   | 14 856                                      | –                                           | [ 48 ]                                      |
| Israel                                      | 1 285 570                                   | 7 766                                       | 1 228 147                                   | [ 49 ]                                      |
| Romênia                                     | 1 233 668                                   | 37 041                                      | 1 118 816                                   | [ 50 ]                                      |
| Portugal                                    | 1 070 665                                   | 17 986                                      | 1 022 422                                   | [ 51 ]                                      |
| Marrocos                                    | 934 828                                     | 14 315                                      | 908 898                                     | [ 52 ]                                      |
| Cazaquistão                                 | 889 040                                     | 11 253                                      | 826 090                                     | [ 53 ] [ 54 ]                               |
| Hungria                                     | 822 072                                     | 30 185                                      | 784 539                                     | [ 55 ]                                      |
| Jordânia                                    | 825 245                                     | 10 736                                      | 801 945                                     | [ 56 ] [ 57 ]                               |
| Suíça                                       | 840 359                                     | 10 709                                      | 317 600                                     | [ 58 ]                                      |
| Sérvia                                      | 955 672                                     | 8 331                                       | –                                           | [ 59 ]                                      |
| Nepal                                       | 796 618                                     | 11 157                                      | 767 819                                     | [ 60 ]                                      |
| Emirados Árabes Unidos                      | 735 992                                     | 2 097                                       | 728 546                                     | [ 61 ]                                      |
| Cuba                                        | 877 428                                     | 7 436                                       | 841 128                                     | [ 62 ] [ 63 ]                               |
| Áustria                                     | 743 095                                     | 11 009                                      | 711 844                                     | [ 64 ]                                      |
| Tunísia                                     | 706 314                                     | 24 842                                      | 673 990                                     | [ 65 ]                                      |
| Líbano                                      | 622 983                                     | 8 306                                       | 592 145                                     | [ 66 ] [ 67 ]                               |
| Grécia                                      | 651 378                                     | 14 751                                      | –                                           | [ 68 ]                                      |
| Geórgia                                     | 616 589                                     | 9 005                                       | 587 499                                     | [ 69 ]                                      |
| Vietnã                                      | 803 202                                     | 19 601                                      | 664 938                                     | [ 70 ]                                      |
| Arábia Saudita                              | 547 221                                     | 8 722                                       | 536 281                                     | [ 71 ]                                      |
| Equador                                     | 507 003                                     | 32 661                                      | 443 880                                     | [ 72 ]                                      |
| Bielorrússia                                | 542 077                                     | 4 174                                       | 521 362                                     | [ 73 ]                                      |
| Bolívia                                     | 500 445                                     | 18 735                                      | 460 004                                     | [ 74 ]                                      |
| Guatemala                                   | 563 257                                     | 13 625                                      | 522 451                                     | [ 75 ]                                      |
| Costa Rica                                  | 532 185                                     | 6 386                                       | 437 328                                     | [ 76 ]                                      |
| Sri Lanka                                   | 519 630                                     | 13 019                                      | 458 646                                     | [ 77 ] [ 78 ]                               |
| Bulgária                                    | 497 970                                     | 20 725                                      | 434 474                                     | [ 79 ]                                      |
| Panamá                                      | 467 338                                     | 7 230                                       | 456 894                                     | [ 80 ]                                      |
| Paraguai                                    | 459 997                                     | 16 200                                      | 443 218                                     | [ 81 ]                                      |
| Azerbaijão                                  | 485 275                                     | 6 559                                       | 462 798                                     | [ 82 ]                                      |
| Myanmar                                     | 467 269                                     | 17 835                                      | 421 265                                     | [ 83 ]                                      |
| Kuwait                                      | 411 690                                     | 2 450                                       | 408 601                                     | [ 84 ]                                      |
| Eslováquia                                  | 412 507                                     | 12 637                                      | –                                           | [ 85 ]                                      |
| Uruguai                                     | 389 025                                     | 6 056                                       | 381 669                                     | [ 86 ]                                      |
| Croácia                                     | 404 790                                     | 8 640                                       | 387 275                                     | [ 87 ]                                      |
| Irlanda                                     | 392 575                                     | 5 249                                       | –                                           | [ 88 ]                                      |
| Palestina                                   | 395 677                                     | 4 018                                       | 363 176                                     | [ 89 ]                                      |
| República Dominicana                        | 359 597                                     | 4 049                                       | 349 768                                     | [ 90 ]                                      |
| Dinamarca                                   | 358 369                                     | 2 654                                       | 350 776                                     | [ 91 ] [ 92 ]                               |
| Honduras                                    | 366 702                                     | 9 824                                       | 110 484                                     | [ 93 ] [ 94 ]                               |
| Venezuela                                   | 368 968                                     | 4 469                                       | 351 141                                     | [ 95 ]                                      |
| Líbia                                       | 341 091                                     | 4 664                                       | 260 885                                     | [ 96 ]                                      |
| Etiópia                                     | 345 674                                     | 5 582                                       | 312 806                                     | [ 97 ]                                      |
| Lituânia                                    | 335 801                                     | 5 041                                       | 306 670                                     | [ 98 ] [ 99 ]                               |
| Omã                                         | 303 769                                     | 4 096                                       | 297 832                                     | [ 100 ]                                     |
| Egito                                       | 305 269                                     | 17 367                                      | 257 708                                     | [ 101 ]                                     |
| Bahrain                                     | 275 025                                     | 1 389                                       | 272 905                                     | [ 102 ]                                     |
| Moldávia                                    | 295 681                                     | 6 803                                       | 279 122                                     | [ 103 ]                                     |
| Eslovênia                                   | 292 333                                     | 4 556                                       | –                                           | [ 104 ]                                     |
| Coreia do Sul                               | 316 020                                     | 2 504                                       | 277 092                                     | [ 105 ]                                     |
| Armênia                                     | 261 697                                     | 5 319                                       | 241 841                                     | [ 106 ]                                     |
| Mongólia                                    | 247 212                                     | 982                                         | 241 501                                     | [ 107 ]                                     |
| Quênia                                      | 249 725                                     | 5 128                                       | 241 828                                     | [ 108 ]                                     |
| Qatar                                       | 236 834                                     | 606                                         | 235 014                                     | [ 109 ]                                     |
| Bósnia e Herzegovina                        | 235 536                                     | 10 635                                      | 192 218                                     | [ 110 ]                                     |
| Zâmbia                                      | 209 142                                     | 3 649                                       | 205 172                                     | [ 111 ]                                     |
| Argélia                                     | 203 517                                     | 5 815                                       | –                                           | [ 112 ]                                     |
| Nigéria                                     | 205 940                                     | 2 724                                       | 193 812                                     | [ 113 ]                                     |
| Macedônia do Norte                          | 191 408                                     | 6 668                                       | 172 653                                     | [ 114 ]                                     |
| Quirguistão                                 | 178 608                                     | 2 607                                       | 173 305                                     | [ 115 ]                                     |
| Noruega                                     | 190 122                                     | 861                                         | 88 952                                      | [ 116 ]                                     |
| Uzbequistão                                 | 173 895                                     | 1 239                                       | 168 875                                     | [ 117 ]                                     |
| Botswana                                    | 173 788                                     | 2 354                                       | 171 434                                     | [ 118 ]                                     |
| Afeganistão                                 | 155 263                                     | 7 212                                       | 125 048                                     | [ 119 ]                                     |
| Kosovo                                      | 160 072                                     | 2 953                                       | 154 191                                     | [ 120 ]                                     |
| Albânia                                     | 170 778                                     | 2 705                                       | 158 574                                     | [ 121 ]                                     |
| Moçambique                                  | 150 759                                     | 1 918                                       | 147 281                                     | [ 122 ]                                     |
| Letônia                                     | 160 608                                     | 2 731                                       | 146 979                                     | [ 123 ]                                     |
| Porto Rico                                  | 149 560                                     | 3 149                                       | –                                           | [ 124 ] [ 125 ]                             |
| Estônia                                     | 157 728                                     | 1 360                                       | 145 542                                     | [ 126 ] [ 127 ]                             |
| Finlândia                                   | 142 114                                     | 1 062                                       | 31 000                                      | [ 128 ] [ 129 ]                             |
| Zimbábue                                    | 131 028                                     | 4 624                                       | 123 398                                     | [ 130 ]                                     |
| Namíbia                                     | 127 680                                     | 3 514                                       | 123 004                                     | [ 131 ]                                     |
| Gana                                        | 127 482                                     | 1 156                                       | 123 238                                     | [ 132 ]                                     |
| Uganda                                      | 123 857                                     | 3 159                                       | 96 129                                      | [ 133 ]                                     |
| Montenegro                                  | 132 360                                     | 1 932                                       | 123 966                                     | [ 134 ]                                     |
| Chipre                                      | 118 608                                     | 555                                         | –                                           | [ 135 ]                                     |
| El Salvador                                 | 104 348                                     | 3 262                                       | 86 851                                      | [ 136 ]                                     |
| Camboja                                     | 113 057                                     | 2 360                                       | 103 918                                     | [ 137 ] [ 138 ]                             |
| China (continental)                         | 96 203                                      | 4 636                                       | 90 677                                      | [ 139 ]                                     |
| Ruanda                                      | 97 695                                      | 1 276                                       | 91 490                                      | [ 140 ] [ 141 ]                             |
| Camarões                                    | 92 303                                      | 1 459                                       | 80 433                                      | [ 142 ] [ 143 ]                             |
| Maldivas                                    | 84 866                                      | 231                                         | 83 074                                      | [ 144 ] [ 145 ]                             |
| Luxemburgo                                  | 78 326                                      | 835                                         | 76 331                                      | [ 146 ]                                     |
| Senegal                                     | 73 793                                      | 1 858                                       | 71 818                                      | [ 147 ]                                     |
| Jamaica                                     | 84 417                                      | 1 884                                       | 53 100                                      | [ 148 ]                                     |
| Singapura                                   | 99 430                                      | 103                                         | 79 124                                      | [ 149 ]                                     |
| Austrália                                   | 107 171                                     | 1 307                                       | –                                           | [ 150 ]                                     |
| Malawi                                      | 61 597                                      | 2 282                                       | 55 453                                      | [ 151 ]                                     |
| Donetsk                                     | 68 587                                      | 5 030                                       | 54 138                                      | [ 152 ]                                     |
| Rep. Dem. do Congo                          | 56 997                                      | 1 084                                       | 30 858                                      | [ 153 ] [ 154 ]                             |
| Angola                                      | 56 583                                      | 1 537                                       | 47 567                                      | [ 155 ]                                     |
| Fiji                                        | 51 168                                      | 632                                         | 37 168                                      | [ 156 ]                                     |
| Costa do Marfim                             | 47 760                                      | 306                                         | 47 239                                      | [ 157 ] [ 158 ]                             |
| Trinidad e Tobago                           | 50 903                                      | 1 489                                       | 45 182                                      | [ 159 ]                                     |
| Essuatíni                                   | 45 971                                      | 1 223                                       | 44 203                                      | [ 160 ]                                     |
| Madagáscar                                  | 43 597                                      | 960                                         | 41 283                                      | [ 161 ] [ 162 ]                             |
| Polinésia Francesa                          | 45 181                                      | 623                                         | 21 469                                      | [ 163 ] [ 164 ]                             |
| Sudão                                       | 38 256                                      | 2 901                                       | 32 053                                      | [ 165 ]                                     |
| Malta                                       | 37 187                                      | 459                                         | 36 019                                      | [ 166 ]                                     |
| Cabo Verde                                  | 37 604                                      | 340                                         | 36 722                                      | [ 167 ]                                     |
| Mauritânia                                  | 36 079                                      | 776                                         | 34 715                                      | [ 168 ] [ 169 ]                             |
| Suriname                                    | 41 867                                      | 893                                         | 26 943                                      | [ 170 ]                                     |
| Guiné                                       | 30 392                                      | 378                                         | 28 822                                      | [ 171 ]                                     |
| Síria                                       | 33 323                                      | 2 215                                       | 23 599                                      | [ 172 ]                                     |
| Guiana                                      | 31 638                                      | 783                                         | 26 762                                      | [ 173 ]                                     |
| Gabão                                       | 29 126                                      | 178                                         | 26 541                                      | [ 174 ]                                     |
| Abecásia                                    | 27 848                                      | 417                                         | 22 680                                      | [ 175 ]                                     |
| Togo                                        | 25 487                                      | 230                                         | 23 225                                      | [ 176 ]                                     |
| Haiti                                       | 21 972                                      | 615                                         | 19 602                                      | [ 177 ] [ 178 ]                             |
| Seicheles                                   | 21 347                                      | 115                                         | 20 903                                      | [ 179 ] [ 180 ]                             |
| Benim                                       | 23 890                                      | 159                                         | 21 993                                      | [ 181 ] [ 182 ]                             |
| Bahamas                                     | 21 114                                      | 533                                         | 18 533                                      | [ 183 ]                                     |
| Somália                                     | 19 980                                      | 1 124                                       | 9 552                                       | [ 184 ]                                     |
| Papua-Nova Guiné                            | 20 445                                      | 234                                         | 18 485                                      | [ 185 ]                                     |
| Timor-Leste                                 | 19 382                                      | 113                                         | 18 275                                      | [ 186 ]                                     |
| Chipre do Norte                             | 19 613                                      | 79                                          | 18 672                                      | [ 187 ]                                     |
| Tajiquistão                                 | 17 084                                      | 124                                         | 16 960                                      | [ 188 ]                                     |
| Belize                                      | 21 003                                      | 418                                         | 18 325                                      | [ 189 ]                                     |
| Laos                                        | 24 916                                      | 21                                          | 8 687                                       | [ 190 ]                                     |
| Taiwan                                      | 16 244                                      | 843                                         | No data                                     | [ 191 ] [ 192 ]                             |
| Curaçao                                     | 16 556                                      | 163                                         | 16 006                                      | [ 193 ]                                     |
| Andorra                                     | 15 222                                      | 130                                         | 15 004                                      | [ 194 ]                                     |
| Mali                                        | 15 255                                      | 549                                         | 14 317                                      | [ 195 ]                                     |
| Aruba                                       | 15 514                                      | 166                                         | 15 121                                      | [ 196 ]                                     |
| Lesoto                                      | 21 338                                      | 634                                         | 11 510                                      | [ 197 ]                                     |
| Burkina Faso                                | 14 290                                      | 187                                         | 13 904                                      | [ 198 ]                                     |
| República do Congo                          | 14 359                                      | 197                                         | 8 208                                       | [ 199 ] [ 200 ]                             |
| Burundi                                     | 18 271                                      | 14                                          | 773                                         | [ 201 ]                                     |
| Hong Kong                                   | 12 227                                      | 213                                         | 11 936                                      | [ 202 ]                                     |
| Nicarágua                                   | 14 629                                      | 204                                         | –                                           | [ 203 ]                                     |
| Djibouti                                    | 12 870                                      | 169                                         | 12 162                                      | [ 204 ]                                     |
| Sudão do Sul                                | 12 010                                      | 130                                         | 10 917                                      | [ 205 ] [ 206 ]                             |
| Guam                                        | 15 252                                      | 198                                         | 11 372                                      | [ 12 ] [ 207 ]                              |
| Maurícia                                    | 15 695                                      | 84                                          | 1 854                                       | [ 208 ] [ 209 ]                             |
| República Centro-Africana                   | 11 371                                      | 100                                         | 5 112                                       | [ 210 ] [ 211 ]                             |
| Islândia                                    | 11 839                                      | 33                                          | 11 447                                      | [ 212 ]                                     |
| Guiné Equatorial                            | 12 362                                      | 147                                         | 11 008                                      | [ 213 ]                                     |
| Gâmbia                                      | 9 935                                       | 338                                         | 9 588                                       | [ 214 ]                                     |
| Lugansk                                     | 13 469                                      | 1 409                                       | 10 021                                      | [ 215 ]                                     |
| Jersey                                      | 10 054                                      | 78                                          | 9 720                                       | [ 216 ]                                     |
| Santa Lúcia                                 | 11 573                                      | 207                                         | 9 775                                       | [ 217 ]                                     |
| Iémen                                       | 9 139                                       | 1 734                                       | 5 659                                       | [ 218 ]                                     |
| Ilha de Man                                 | 7 633                                       | 52                                          | 7 217                                       | [ 219 ]                                     |
| Eritreia                                    | 6 722                                       | 42                                          | 6 638                                       | [ 220 ]                                     |
| Serra Leoa                                  | 6 394                                       | 121                                         | 4 390                                       | [ 221 ]                                     |
| Ilhas Virgens Americanas                    | 6 786                                       | 71                                          | 6 521                                       | [ 222 ] [ 223 ]                             |
| Guiné-Bissau                                | 6 102                                       | 135                                         | 5 237                                       | [ 224 ] [ 225 ]                             |
| Níger                                       | 6 025                                       | 203                                         | 5 769                                       | [ 226 ]                                     |
| Libéria                                     | 5 794                                       | 283                                         | 5 488                                       | [ 227 ] [ 228 ]                             |
| Barbados                                    | 8 609                                       | 78                                          | 7 451                                       | [ 229 ]                                     |
| Gibraltar                                   | 5 566                                       | 97                                          | 5 386                                       | [ 230 ]                                     |
| San Marino                                  | 5 428                                       | 91                                          | 5 310                                       | [ 231 ]                                     |
| Ossétia do Sul                              | 6 239                                       | 60+                                         | 5 230                                       | [ 232 ]                                     |
| Somalilândia                                | 6 642                                       | 421                                         | 4 755                                       | [ 233 ] [ 234 ]                             |
| Chade                                       | 5 042                                       | 174                                         | 4 857                                       | [ 235 ]                                     |
| Comores                                     | 4 147                                       | 147                                         | 3 966                                       | [ 236 ]                                     |
| São Martinho (Países Baixos)                | 4 307                                       | 66                                          | 4 081                                       | [ 237 ]                                     |
| Brunei                                      | 7 568                                       | 55                                          | 5 192                                       | [ 238 ] [ 239 ]                             |
| Nova Zelândia                               | 3 962                                       | 27                                          | 3 696                                       | [ 240 ]                                     |
| Liechtenstein                               | 3 449                                       | 60                                          | 3 368                                       | [ 241 ] [ 242 ]                             |
| Mônaco                                      | 3 314                                       | 33                                          | 3 254                                       | [ 243 ]                                     |
| Bermudas                                    | 5 244                                       | 72                                          | 3 719                                       | [ 244 ]                                     |
| Artsaque                                    | 3 004                                       | 31                                          | 337                                         | [ 245 ]                                     |
| Ilhas Turcas e Caicos                       | 2 859                                       | 23                                          | 2 780                                       | [ 246 ]                                     |
| São Tomé e Príncipe                         | 3 504                                       | 51                                          | 2 781                                       | [ 247 ]                                     |
| Ilhas Virgens Britânicas                    | 2 642                                       | 37                                          | 2 555                                       | [ 248 ] [ 249 ]                             |
| Butão                                       | 2 600                                       | 3                                           | 2 593                                       | [ 250 ]                                     |
| Dominica                                    | 3 602                                       | 21                                          | 3 006                                       | [ 251 ]                                     |
| Bonaire                                     | 2 087                                       | 19                                          | 1 940                                       | [ 252 ]                                     |
| Antígua e Barbuda                           | 3 188                                       | 76                                          | 2 134                                       | [ 253 ]                                     |
| Granada                                     | 5 236                                       | 150                                         | 4 091                                       | [ 254 ] [ 255 ]                             |
| Guernsey                                    | 1 603                                       | 19                                          | 1 505                                       | [ 256 ]                                     |
| Tanzânia                                    | 25 846                                      | 719                                         | 183                                         | [ 257 ] [ 258 ]                             |
| São Cristóvão e Neves                       | 1 965                                       | 13                                          | 1 000                                       | [ 259 ] [ 260 ]                             |
| Ilhas Faroe                                 | 1 178                                       | 2                                           | 1 072                                       | [ 261 ] [ 262 ]                             |
| Ilhas Cayman                                | 853                                         | 2                                           | 781                                         | [ 263 ]                                     |
| Gronelândia                                 | 584                                         | 0                                           | 504                                         | [ 264 ] [ 265 ]                             |
| Anguilla                                    | 409                                         | 1                                           | 374                                         | [ 266 ]                                     |
| Ilhas Marianas Setentrionais                | 269                                         | 2                                           | 32                                          | [ 267 ] [ 268 ]                             |
| Nova Caledônia                              | 7 932                                       | 142                                         | 58                                          | [ 269 ]                                     |
| São Vicente e Granadinas                    | 98                                          | 0                                           | 81                                          | [ 270 ] [ 271 ]                             |
| Ilhas Malvinas                              | 67                                          | 0                                           | 63                                          | [ 272 ]                                     |
| Macau                                       | 71                                          | 0                                           | 63                                          | [ 273 ]                                     |
| Saint Pierre e Miquelon                     | 31                                          | 0                                           | 31                                          | [ 274 ] [ 275 ]                             |
| Montserrat                                  | 33                                          | 1                                           | 30                                          | [ 276 ]                                     |
| Vaticano                                    | 29                                          | 0                                           | 27                                          | [ 277 ] [ 278 ]                             |
| Santo Eustáquio                             | 28                                          | 0                                           | 23                                          | [ 279 ]                                     |
| Saba                                        | 11                                          | 0                                           | 11                                          | [ 280 ]                                     |
| 1. 2. 3. 4. 5. 6. 7. 8.                     |                                             |                                             |                                             |                                             |

### África

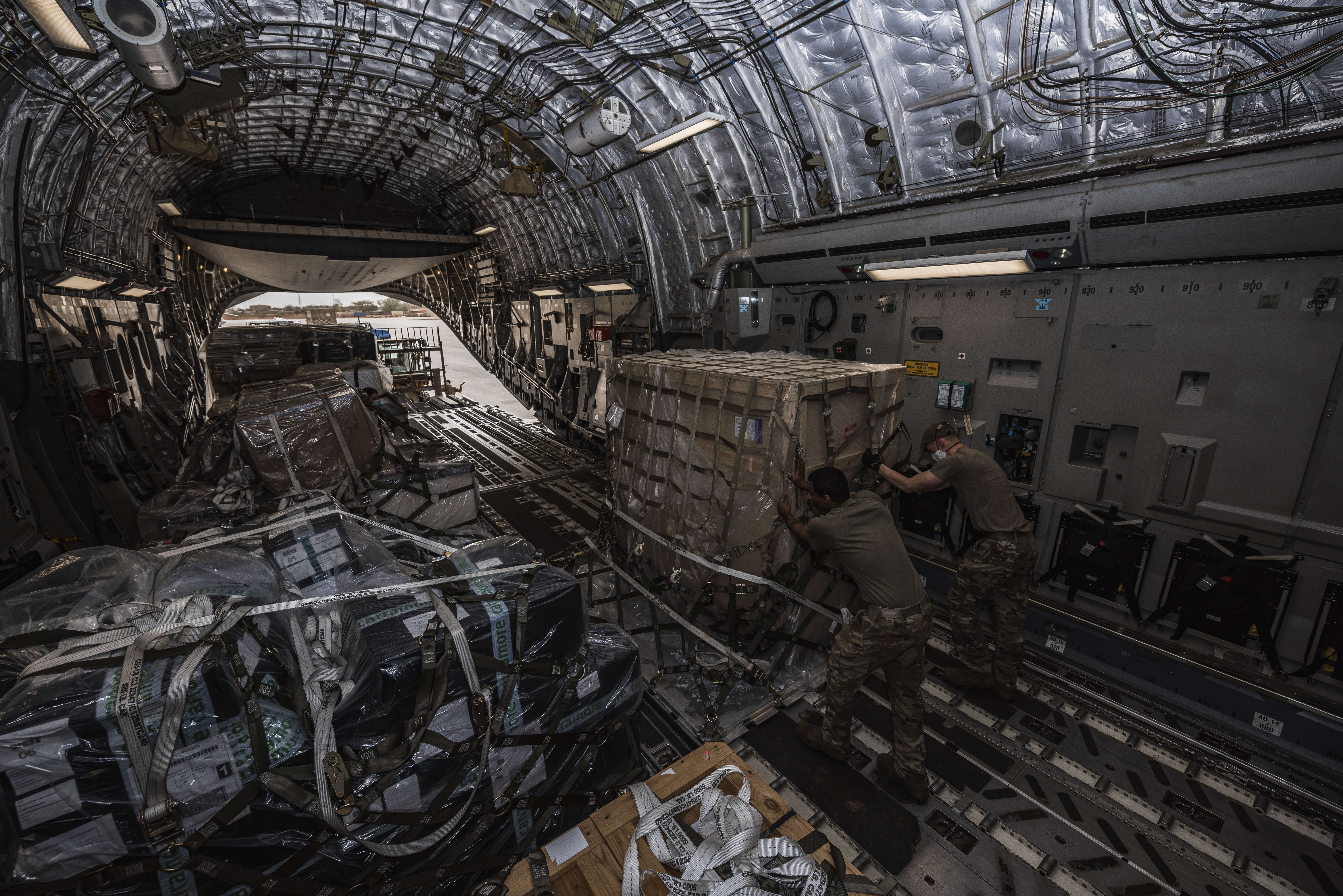
Aviadores da Força Aérea dos Estados Unidos descarregam um aeronave C-17 que transportam aproximadamente 4.000 libras de suprimentos médicos em Niamey, Níger no dia 23 de abril de 2020

Os casos foram confirmados na maioria dos países e territórios africanos. Segundo Michael Yao, chefe de operações de emergência da OMS na África, a detecção precoce é vital, porque os sistemas de saúde do continente "já estão sobrecarregados por muitos surtos de doenças em andamento". Os conselheiros dizem que uma estratégia baseada em testes pode permitir que os países africanos minimizem os lockdowns que causam enormes dificuldades àqueles que dependem da renda obtida dia a dia para poderem se alimentar e a suas famílias. Mesmo no melhor cenário, as Nações Unidas afirmam que 74 milhões de kits de teste e 30 000 ventiladores serão necessários para o 1,3 bilhões de pessoas do continente em 2020. A maioria dos casos relatados é de quatro países: África do Sul, Marrocos, Egito e Argélia, mas acredita-se que haja uma sub-notificação generalizada em outros países africanos com sistemas de saúde mais pobres. Casos foram confirmadas em todos países africanos como Lesoto, último país que reportou primeiro caso de coronavírus em Maio de 2020. Não há reportado casos nos territórios britânicos Santa Helena, Ascensão e Tristão da Cunha.
Até 15 de maio, foram registradas 55 países, 2 estados com reconhecimento limitado e 1 território com casos confirmados.

### América
Até 1 de maio, foram registrados casos confirmados em 35 países e 18 territórios.

#### América do Norte, Central e Caribe

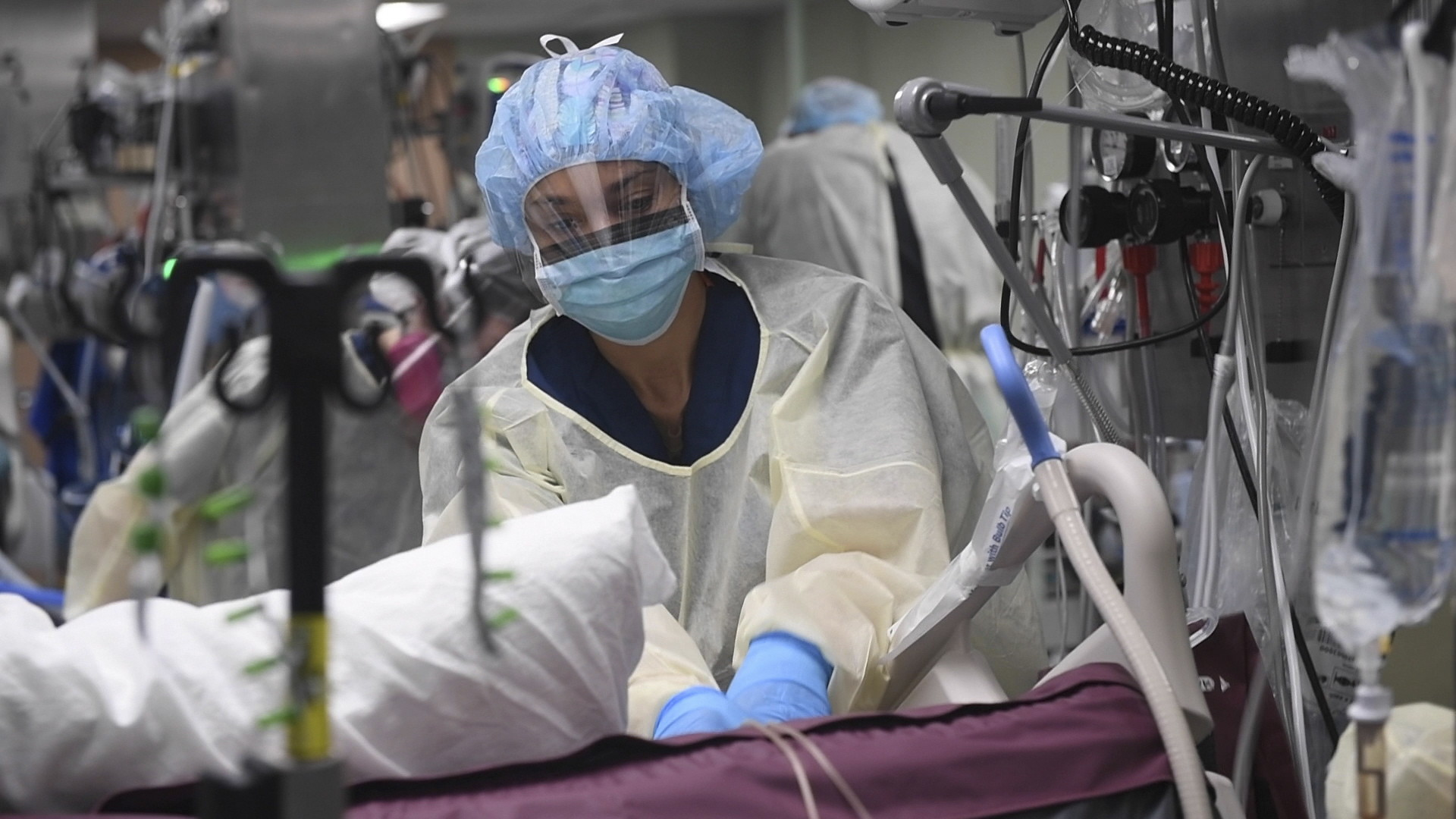
Uma enfermeira prepara um paciente para um procedimento na unidade de terapia intensiva a bordo do USNS Comfort, um navio hospitalar ancorado em Manhattan.

Os primeiros casos na América do Norte foram relatados nos Estados Unidos em janeiro de 2020. Casos são registrados em todos países da América do Norte, Central e Caribe, depois que São Cristóvão e Névis, confirmou um caso em 25 de março e todos territórios da América do Norte, depois que Bonaire, confirmou um caso em 16 de abril.
Em 26 de março de 2020, os EUA se tornaram o país com o maior número de infecções confirmadas por COVID-19, com mais de 82 000 casos. Em 11 de abril de 2020, os EUA se tornaram o país com o maior número oficial de mortes por COVID-19, com mais de 20 000 mortes. Em 2 de maio de 2020, o total de casos de COVID-19 era de 1 092 815, com 64 238 mortes no total.
O Canadá registrou 60 616 casos e 3 842 mortes em 4 de maio, enquanto o México registrou 23 471 casos e 2 154 mortes. A República Dominicana e Cuba são os únicos países do Caribe que relatam mais de 1 000 casos (7 954 e 1 649, respectivamente), enquanto Panamá e Honduras lideraram a América Central com 7 197 e 1 055 casos, respectivamente.

#### América do Sul
Em 19 de março, foram confirmados casos em todos os países da América do Sul. Foram confirmados casos em todos os territórios da América do Sul, como caso foi confirmado em Ilhas Malvinas em 3 de abril.
O coronavírus foi relatado pela primeira vez na América do Sul em 26 de fevereiro, quando Brasil confirmou um caso em São Paulo. Desde então, os governos de toda a região adotaram uma série de ações para proteger seus cidadãos e conter a disseminação do COVID-19. O Brasil registrou 12 000 000 casos de infecção e 330 000 mortes em 10 de outubro, atualmente o segundo país com maior número de mortes no mundo.
Os outros países da América do Sul com o maior número de casos são Peru (45 928), Equador (29 538), Chile (19 663), Colômbia (7 668), Argentina (4 783) e Bolívia (1 594). Ilha Bouvet e Ilhas Geórgia do Sul e Sandwich do Sul não relataram nenhum caso até 2 de maio.

### Antártida
Até o momento, a Antártica é o único continente ainda não atingido pela pandemia de COVID-19.

### Ásia

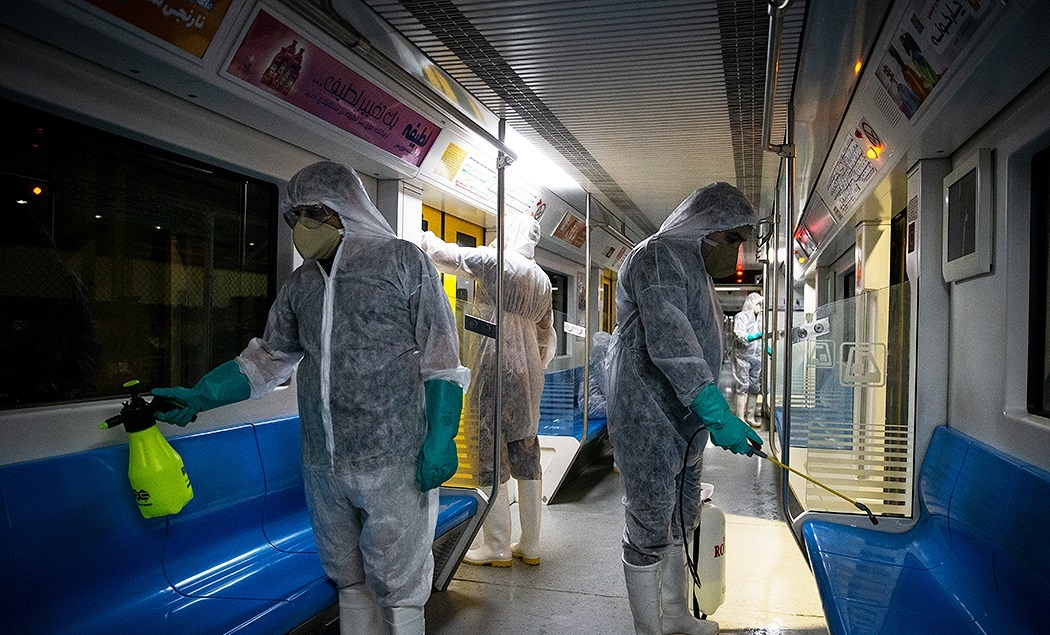
Desinfecção de trens do Metrô de Teerã contra o coronavírus. Medidas semelhantes também foram tomadas em outros países.

Um conjunto de casos de pneumonia misteriosa foi detectado em dezembro de 2019 em Wuhan eventualmente, se espalhou para o resto da China. Posteriormente, muitos outros países asiáticos começaram a confirmar casos, com alguns dos países mais afetados sendo Coreia do Sul, Turquia e Irã. Vários países, como Índia e Malásia, também sofrem um aumento nos casos após eventos religiosos de reunião nesses países. O modelo sofisticado do surto sugere que, embora o número de casos na China fosse muito maior sem intervenções como detecção precoce e isolamento dos infectados, 66% menos pessoas teriam sido infectadas se a China tivesse implementado medidas tão pequenas quanto uma semana antes. Em 30 de abril, foram registrados casos em todos os países asiáticos, exceto Turquemenistão, enquanto Coreia do Norte possui casos suspeitos. A falta de casos na Coreia do Norte é disputada, dada a sua fronteira compartilhada com a China, enquanto preocupações foram levantadas sobre a capacidade do sistema de saúde de lidar com isso, e fontes afirmaram que o sistema de saúde nunca realmente se recuperou da SARS e do H1N1 nos anos 2000.
Até 1 de maio, foram registrados casos conformados 48 países, três estados com reconhecimento limitado e dois territórios. Um dos últimos países em situação crítica a registrar casos de COVID-19 foi o Iêmen.

### Europa
Foram relatados casos iniciais na Europa na França e na Alemanha e outros países com número relativamente baixo de casos. Em 21 de fevereiro, ocorreu um grande surto relatado na Itália, principalmente no norte, perto de Milão. Os casos cresceram rapidamente à medida que o surto se espalhou pela Europa. Foram relatados casos em todos os países europeus incluindo Portugal, logo após Montenegro notifica um caso em 17 de março, e em todos os territórios europeus, logo após o território da coroa britânica Ilha de Man em 19 de março, o estado disputado de Transnístria em 21 de março e o território autônomo finlandês Ilhas de Aland em 22 de março. Nenhum caso foi relatado em Svalbard, Alderney e Sark. A OMS declarou a Europa como o novo centro do vírus depois que a situação melhorou na China.
Até 1 de maio, foram registrados casos confirmados em 50 países, cinco estados com reconhecimento limitado e oito territórios.

### Oceania

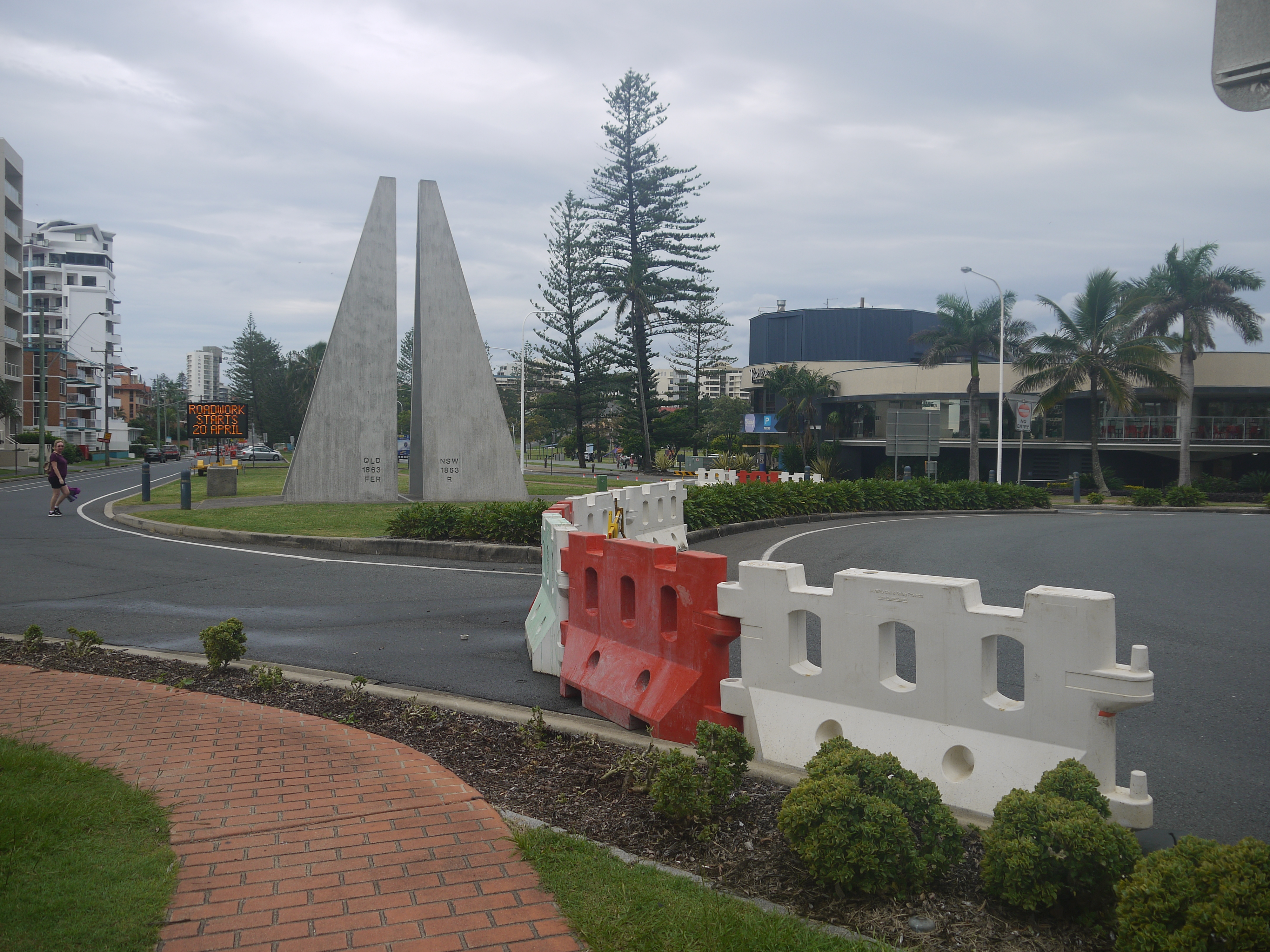
Barricadas marcam uma fronteira fechada entre Nova Gales do Sul e Queensland na Austrália.

O primeiro caso confirmado foi em Melbourne, Vitória, Austrália, em 25 de janeiro. Até agora, muitos pequenos países do Pacífico nações insulares evitaram o surto fechando suas fronteiras internacionais. Em 24 de abril, nenhum caso foi relatado em Samoa Americana (território dos Estados Unidos), Ilha Christmas, Ilhas Cocos (Keeling) (territórios externos da Austrália), Ilhas Cook (estado associado da Nova Zelândia), Kiribati, Ilhas Marshall, Estados Federados da Micronésia, Nauru, Niue (estado associado da Nova Zelândia), Ilha Norfolk (território externo da Austrália), Palau, Ilhas Pitcairn (território ultramarino do Reino Unido), Samoa, Ilhas Salomão, Tokelau (território da Nova Zelândia), Tonga, Tuvalu, Vanuatu e Wallis e Futuna (coletividade ultramarina da França).
Em 2 de maio, dez países soberanos da Oceania não haviam relatado nenhum caso de coronavírus: Kiribati, Ilhas Marshall, Estados Federados da Micronésia, Nauru, Palau, Samoa, Ilhas Salomão, Tonga, Tuvalu e Vanuatu.
Em 5 de maio, 8 227 casos foram registrados na Oceania; os cinco países que relatam mais casos são: Austrália (6 825), Nova Zelândia (1 137), Guam (149), Polinésia Francesa (58) e Fiji (18). Foram registradas 122 mortes na região: Austrália (95), Nova Zelândia (20), Guam (5) e Ilhas Marianas do Norte (2).

### Transporte internacional
O surto se espalhou para vários navios de cruzeiro, incluindo o Costa Serena, o Diamond Princess, o Grand Princess, o World Dream, o MS Westerdam, MS Braemar e entre outros.
Os operadores de cruzeiros começaram a cancelar ou alterar seus itinerários à medida que países em todo o mundo implementaram restrições de viagem para conter a doença. Os portos recusaram a aceitar navios de cruzeiro que foram para portos chineses ou transportam passageiros chineses.
A Associação Internacional de Linhas de Cruzeiros (CLIA), que representa 90% dos operadores de cruzeiros, anunciou as várias medidas de precaução implementadas por seus membros. Todos os passageiros que viajaram ou transitaram pela China (incluindo Hong Kong e Macau) dentro de 14 dias antes do embarque serão impedidos de entrar em navios de cruzeiro. Também será negada a entrada de pessoas em contato próximo com casos suspeitos ou diagnosticados de infecção por coronavírus.

### Comparativo entre países
O gráfico abaixo compara o crescimento do número de casos confirmados entre alguns países relativamente ao total de habitantes e nos primeiros 281 dias* desde o início da pandemia em cada país (descontando casos isolados iniciais).
| Esta página contém um gráfico que utiliza a extensão <graph> . A extensão está temporariamente indisponível e será reativada quando possível. Para mais informações, consulte o ticket T334940 . | Legenda (por cem mil hab.): 397.75‱ ▬▬ Estados Unidos* 351.68‱ ▬▬ Espanha 332.54‱ ▬▬ França 315.73‱ ▬▬ Portugal 313.49‱ ▬▬ Brasil* 264.34‱ ▬▬ Suécia 255.33‱ ▬▬ Itália 174.19‱ ▬▬ Rússia* 168.88‱ ▬▬ Reino Unido 144.38‱ ▬▬ Dinamarca 126.74‱ ▬▬ Alemanha 107.52‱ ▬▬ Irão 101.70‱ ▬▬ Singapura 09.51‱ ▬▬ Japão 06.00‱ ▬▬ Coreia do Sul 03.40‱ ▬▬ Nigéria* 02.65‱ ▬▬ Mongólia* 00.23‱ ▬▬ Formosa |
| | Esta página contém um gráfico que utiliza a extensão <graph>. A extensão está temporariamente indisponível e será reativada quando possível. Para mais informações, consulte o ticket T334940. |

Notas: (*) ou menos dias, para países com atrasos na divulgação de dados e/ou onde a contagem se inicia depois de 2 de Março de 2020.
Legenda:
- Alemanha: Fev.24 a Nov.30
- Brasil*: Mar.04 a Dez.07
- Coreia do Sul: Fev.16 a Nov.22
- Dinamarca: Fev.27 a Dez.03
- Espanha: Fev.24 a Nov.30
- Estados Unidos*: Fev.25 a Nov.30
- Formosa: Jan.24 a Out.30
- França: Fev.25 a Dez.01
- Irão: Fev.19 a Nov.25
- Itália: Fev.21 a Nov.27
- Japão: Fev.12 a Nov.18
- Mongólia*: Mar.17 a Dez.08
- Nigéria*: Mar.18 a Dez.07
- Portugal: Mar.02 a Dez.07
- Reino Unido: Jan.31 a Nov.06
- Rússia*: Mar.05 a Dez.08
- Singapura: Jan.24 a Out.30
- Suécia: Fev.26 a Dez.02

## Estatística

Total de mortes confirmadas por milhão de COVID-19 através por país e território:
100+ mortes por milhão de habitantes
10–100 mortes por milhão de habitantes
1–10 mortes por milhão de habitantes
0.1–1 mortes por milhão de habitantes
0.01–0.1 mortes por milhão de habitantes
Nenhuma morte ou sem dado